# 常曻正
常曻 正（つねのぼり ただし、1905年3月30日 - 没年不詳）は、岡山県岡山市出身で出羽海部屋に所属していた昭和年間の元大相撲力士。本名は門野 正。身長174cm、体重102kg。最高位は十両筆頭。

## 来歴
1923年1月に番付に付き、1928年1月場所に十両に昇進した。しかし、1932年1月、最高位の十両筆頭に上がったところで春秋園事件により脱退し、そのまま復帰しなかった。
幕下から十両にかけて、双葉山定次と2勝2敗の五分の対戦成績を残している。

## 主な成績
- 十両成績：64勝58敗1分9休
- 十両在位：12場所

## 改名歴
- 常曻 忠
- 常曻 正
- 常曻 正志